# Beata Baczyńska
Beata Maria Baczyńska – polska literaturoznawczyni, profesor nauk humanistycznych, profesor i dyrektor Instytutu Filologii Romańskiej Wydziału Filologicznego Uniwersytetu Wrocławskiego.

## Życiorys
W latach 1987–1991 odbyła studia filologii hiszpańskiej i filologii polskiej na Uniwersytecie Jagiellońskim, 15 października 1996 obroniła pracę doktorską „El principe constante” Pedro Calderona de la Barca a „Książę Niezłomny” Juliusza Słowackiego: scenariusz teatralny i jego wykonanie, 5 lipca 2005 habilitowała się na podstawie pracy zatytułowanej Dramaturg w wielkim teatrze historii. Pedro Calderón de la Barca. 2 grudnia 2016 nadano jej tytuł profesora w zakresie nauk humanistycznych.
Piastuje stanowisko profesora i dyrektora w Instytucie Filologii Romańskiej na Wydziale Filologicznym Uniwersytetu Wrocławskiego.